# Djezon Boutoille
Djezon Boutoille (* 9. November 1975 in Calais) ist ein ehemaliger französischer Fußballspieler. Aktuell ist er Trainer bei Calais RUFC.
Er war elf Jahre lang Spieler beim OSC Lille (1993–2004). 2004 wechselte er zum Zweitligisten SC Amiens, 2005 nach Calais, wo er bis heute spielt. Im Frühjahr 2009 wurde Boutoille dort zum Spielertrainer ernannt; den Wiederabstieg des CRUFC in die vierte Liga konnte er allerdings auch nicht verhindern.